# Josemith Bermúdez
Josemith Bermúdez Yathcelly (Caracas, 27 de enero de 1980-Caracas, 31 de julio del 2021) fue una presentadora, actriz de televisión, teatro y cine venezolana, con estudios en publicidad, producción y estructura para guiones cinematográficos.

## Biografía
Nació en Caracas, el 27 de enero de 1980, hija de Alicia Yathcelly y José Bermúdez. Fue la tercera de cinco hermanas: Josymar, Joseth, Carla y Carol. Su infancia transcurrió en Caracas, donde recibió una formación católica.
Tras culminar sus estudios como publicista realizó varios comerciales de televisión, entre ellos una campaña publicitaria para la marca de cuidado personal Pantene, que fue difundida en Latinoamérica. Posteriormente inició su carrera como actriz y presentadora de televisión, formando parte del nuevo equipo de actrices de telenovelas de RCTV.
Participó en las campañas de la Sociedad Anticancerosa de Venezuela y en 2013 creó la Fundación Adelma, cuya misión es impulsar el proceso de empoderamiento de emprendedoras venezolanas de bajos recursos, bajo múltiples programas de apoyo económico y educación.
Finalizando 2017 lanzó al mercado una línea cosmética con su propio nombre, una colección de siete tonos labiales y el delineador de labios de cada tono. Esta línea de productos fue desarrollada en Los Ángeles, Estados Unidos. En 2020 lanzó una línea de champú y acondicionador, para el mercado venezolano.
En 2017 fue diagnosticada con cáncer de ovario. Tras haber superado esta dura etapa, la enfermedad reincidió al año siguiente, hasta que finalmente en enero de 2019 la actriz anunció a través de sus redes sociales que había vencido la batalla contra el cáncer. El haber superado esta enfermedad, la impulsó a emprender, por lo que decidió lanzar su marca “Josemith Cosmetics”.
En diciembre de 2019 publicó su primer libro homónimo de su puesta en escena Vestida para Sanar, que empezó a escribir desde el comienzo de su enfermedad como forma de escaparse de sus pensamientos y evitar hundirse en ellos.

### Televisión
Incursionó en la televisión venezolana en 2001, en el programa Ají Picante de RCTV.
En 2004 obtuvo un papel principal (Merly Quiroz) para la telenovela La Invasora producida y transmitida por el canal RCTV.
En 2006 encabezó las filas de las actrices que formaron parte del nuevo equipo del canal Venevisión, con el papel antagónico (Tiky Mendieta) en la telenovela escrita por el poeta Leonardo Padrón Ciudad Bendita.
En 2007 logró un papel (Paloma) en la telenovela Tormenta en el paraíso, con la producción ejecutiva de Juan Osorio y transmitida por el canal Televisa (Canal de las estrellas), México.
En 2009 participó en el programa New Generation transmitido por Telehit producido por Memo del Bosque, México. 
En 2009 realizó una participación en la telenovela Hasta que el dinero nos separe, producida por Emilio Larrosa transmitida por Televisa (canal de las estrellas) México.
En 2011 encabezó las filas de la plantilla de animación en el canal Televen de Venezuela, trabajando en el programa La Bomba, un programa en vivo, que abordaba el tema de la farándula, trasmitido de lunes a viernes a las 11:00 a. m..
| Año       | Título                         | Rol           | País      | Canal      |
| --------- | ------------------------------ | ------------- | --------- | ---------- |
| 2001-2006 | Ají Picante                    | Presentadora  | Venezuela | RCTV       |
| 2004      | La invasora                    | Merly Quiroz  | Venezuela | RCTV       |
| 2006      | Ciudad Bendita                 | Tiky Mendieta | Venezuela | Venevisión |
| 2007      | Tormenta en el paraíso         | Paloma        | México    | Televisa   |
| 2009      | New Generation                 | Participante  | México    | Telehit    |
| 2009      | Hasta que el dinero nos separe | Participante  | México    | Televisa   |
| 2011-2016 | La Bomba                       | Animadora     | Venezuela | Televen    |

### Teatro
Inició su incursión en las tablas en 2008, tras entrar a estudiar en Casa Azul de Argos en Ciudad de México. Participó en el Jardín de los cerezos de Anton Chejov, interpretando a Varia, dirigida por Bichir Alejandra.
En 2014 el escritor Enrique Salas escribe una obra (Comedia) de teatro Divorciémonos cariño, donde aceptó el protagónico junto a Jean Carlo Simancas. Divorciémonos Cariño fue dirigida por la actriz y directora venezolana Elba Escobar.
En 2018 escribió su propio soliloquio (tragicomedia), Vestida para sanar, en relación con su experiencia con el cáncer, este fue dirigido por Daniel Uribe.

### Música
El productor ejecutivo Enzo Cassella  junto con Marlon Bolaños (Mane) componen «¿Qué quieres de mí?» tema que lleva como letra su experiencia durante la enfermedad. «¿Qué quieres de mí?» fue estrenado en Caracas el 20 de junio de 2019.
En octubre de 2019 lanza una nueva versión del tema «Quiero un ángel», junto a la cantante Kiara.

## Fallecimiento
Josemith Bermúdez falleció el 31 de julio del 2021 en Caracas, a consecuencia de un cáncer.